# アガニョーク

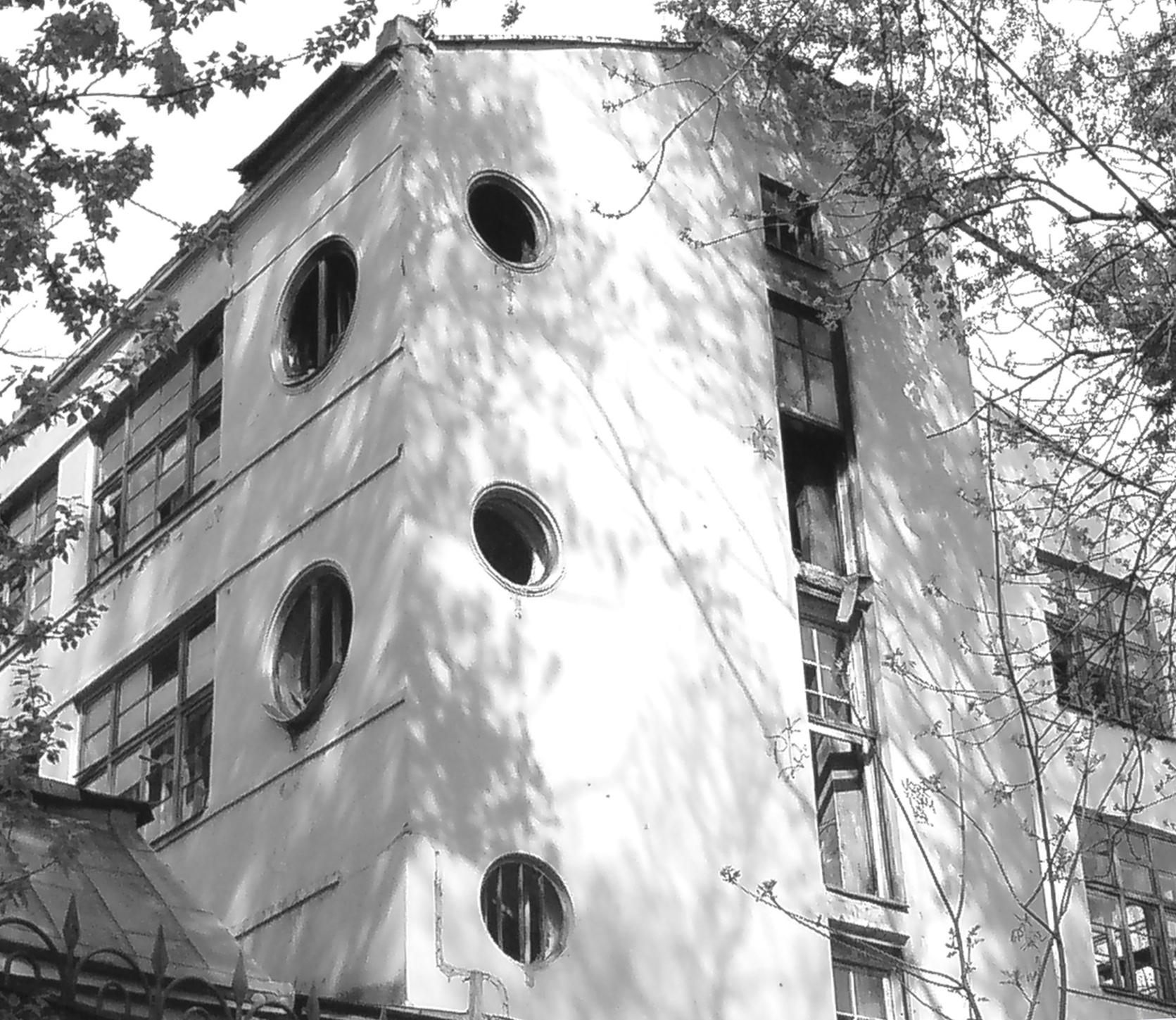
アガニョーク誌の旧印刷所（設計：エル・リシツキー）

アガニョーク（ロシア語: Огонёк）は、ロシア連邦で発行されるロシア語の写真報道中心の週刊誌である。アガニョークは「小さな光、ともしび」の意味。

## 歴史
アガニョーク誌はもともとロシア帝国時代の1888年に創刊されている。ソビエト連邦初期の1923年にソビエト連邦作家同盟機関誌として生まれ変わり、1957年には発行部数が85万部であった。
カラー版移行後のグラスノスチ（情報公開）期にはミハイル・ゴルバチョフ大統領によって編集長に任命されたヴィタリー・コローチチの下、ソ連時代の数々の悪癖を暴露して人気となり、部数が300万部に達した。1990年にはボリス・ベレゾフスキーに経営権が移り、発行部数は450万部に達した。
アガニョーク誌は21世紀に入って一時経営難に陥ったが、2009年にコメルサントに売却されている。
2020年12月21日発行の号をもって紙での発行を停止すると発表した。売り上げ不振が原因とみられる。イタル・タス通信によると、同誌を所有する露大手新聞社「コメルサント」のジロンキン社長は「オンライン版は発行を続ける」としている。アガニョークの発表によると、発行停止はコメルサントが「組織構造の最適化」を理由に決定。編集者らも解雇を通告された。